# Maksimir

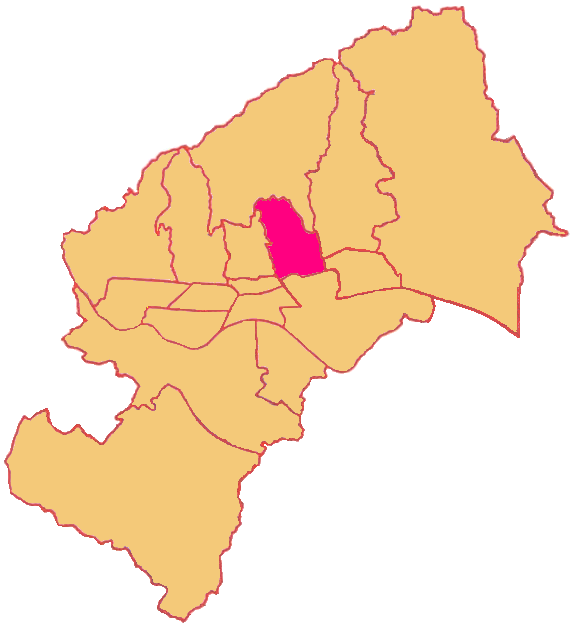
Maksimir et les arrondissements de Zagreb

Maksimir est un arrondissement de Zagreb en Croatie. Au recensement de 2001, Maksimir comptait 49 750 habitants.

## Quartiers de l'arrondissement de Maksimir
- Bukovac
- "Dinko Šimunović"
- Dobri dol
- Dotrščina
- Kvatrić
- Kozjak
- Maksimir
- Maksimirska naselja
- Mašićeva
- Remete
- Laščinska cesta
- Ružmarinka

## Lieux notables
- Stade Maksimir
- Place Eugen Kvaternik
- Parc Maksimir
- Zoo de Maksimir